# La Guama
La Guama är en ort i Honduras.   Den ligger i departementet Departamento de Cortés, i den västra delen av landet, 120 km nordväst om huvudstaden Tegucigalpa. La Guama ligger 664 meter över havet och antalet invånare är 1 242. Den ligger vid sjön Lago de Yojoa.
Terrängen runt La Guama är varierad. Runt La Guama är det glesbefolkat, med 16 invånare per kvadratkilometer. Närmaste större samhälle är Santa Cruz de Yojoa, 11,7 km norr om La Guama.  